# Long Player
Albums de Faces
First Step
(1970) A Nod Is As Good As a Wink... to a Blind Horse
(1971)
Long Player est le deuxième album du groupe de rock anglais Faces, sorti en février 1971.
La majeure partie de l'album a été enregistrée entre septembre 1970 et janvier 1971 aux studios Morgan de Londres et à l'aide du studio mobile Rolling Stones, à l'exception de Maybe I'm Amazed (reprise de Paul McCartney) et I Feel So Good (reprise de Big Bill Broonzy), qui proviennent du concert donné par les Faces au Fillmore East de New York le 10 novembre 1970. La version de Jerusalem des Faces ne comprend que Ron Wood à la guitare slide et est plutôt discutable et vraiment faible si on la compare à celle du groupe Emerson, Lake and Palmer sur leur album Brain Salad Surgery parut en 1973. 

## Titres
| 1. | Bad 'n' Ruin     | Ronnie Lane, Ronnie Wood              | 5:24 |
| 2. | Tell Everyone    | Ronnie Lane                           | 4:18 |
| 3. | Sweet Lady Mary  | Ronnie Lane, Rod Stewart, Ronnie Wood | 5:49 |
| 4. | Richmond         | Ronnie Lane                           | 3:04 |
| 5. | Maybe I'm Amazed | Paul McCartney                        | 5:53 |

| 6. | Had Me a Real Good Time | Ronnie Lane, Rod Stewart, Ronnie Wood                | 5:51 |
| 7. | On the Beach            | Ronnie Lane, Ronnie Wood                             | 4:15 |
| 8. | I Feel So Good          | Big Bill Broonzy                                     | 8:49 |
| 9. | Jerusalem               | Hubert Parry, William Blake, arrangé par Ronnie Wood | 5:05 |

## Musiciens
- Faces :
  - Rod Stewart : chant
  - Ronnie Lane : basse, guitare acoustique, percussions, chœurs, chant sur Richmond, Maybe I'm Amazed (premier couplet) et On the Beach
  - Ronnie Wood : guitare solo, guitare slide, guitare acoustique, guitare pedal steel, chœurs, chant sur On the Beach
  - Ian McLagan : piano, orgue, chœurs
  - Kenney Jones : batterie, percussions

- Avec :
  - Bobby Keys : saxophone ténor sur Had Me a Real Good Time
  - Harry Beckett : trompette sur Had Me a Real Good Time